# Llàgrima artificial
Les  llàgrimes artificials  són un producte farmacèutic que té com a finalitat suplir les llàgrimes naturals en casos de sequedat ocular causada per dèficit en la secreció de la glàndula lacrimal o augment en l'evaporació. Aquesta última circumstància pot ocórrer en diverses anomalies, per exemple la paràlisi del VII parell (paràlisi facial) que impedeix el tancament complet de les parpelles.
La sequedat ocular també anomenada xeroftàlmia o també queratoconjuntivitis seca causa malestar i enrogiment ocular. Si no es tracta, pot acabar per produir lesions a la conjuntiva i la còrnia.
Existeixen diferents fórmules comercialitzades que es coneixen comunament com llàgrimes artificials. Encara que són útils i milloren els símptomes produïts per la sequedat ocular, cap d'elles és capaç d'emular a la llàgrima natural, que posseeix unes característiques específiques difícils d'imitar. A més a més la llàgrima natural es produeix de forma constant, mentre que les artificials només es poden administrar de manera intermitent.
Algunes de les fórmules que s'utilitzen habitualment contenen substàncies conservants que poden no ser innòcues i causar lesions en l'epiteli de la còrnia i la conjuntiva, per la qual cosa es tendeix a utilitzar productes en envasos unidosis que no precisen conservants.
Les principals característiques fisicoquímiques de la llàgrima natural que es pretén imitar són la tensió superficial, pH, osmolaritat i lubricació/viscositat.